# Joachim Boni
Joachim Boni est un homme politique ivoirien.

## Biographie
Joachim Boni est ministre de l'Éducation en Côte d'Ivoire entre 1959 et 1962,. Il est issu du PDCI-RDA.